# Distretto di Ratchasan
Il distretto di Ratchasan (in thailandese: ราชสาส์น) è un distretto (amphoe) della Thailandia, situato nella provincia di Chachoengsao.